# Casa da Memória (Campo Novo do Parecis)
A Casa da Memória é um bem tombado localizado no município de Campo Novo do Parecis, no Mato Grosso. Fica situada na Rua São Paulo, n.º 372, Centro.
A Casa da Memória foi tombada como Patrimônio Histórico e Artístico Estadual de Mato Grosso através da portaria n.º 057 publicada em  18 de outubro de 2011.
A Casa abriga o Museu Histórico do Parecis que foi criado em 9 de abril de 2010 através da Lei Municipal nº 1.354. O museu tem a função de recolher, inventariar, estudar, exibir e difundir os testemunhos da cultura material e imaterial referentes à cidade de Campo Novo do Parecis e a região da Chapada dos Parecis, como forma de promover cidadania.
O Museu está inscrito e integrado ao Sistema Estadual de Museus (SEM) e ao Instituto Brasileiro de Museus (IBRAM).